# Estadi José Américo de Almeida Filho
L'Estadi José Américo de Almeida Filho, o simplement Almeidão, és un estadi de futbol situat a la ciutat de João Pessoa, a l'estat de Paraíba a Brasil. Té una capacitat per a 40 000 persones i és l'estadi dels clubs Botafogo Futebol Clube i Auto Esporte Clube pels seus partits del Campionat Paraibano.
L'Almeidão és propietat del govern de l'estat de Paraíba i duu el nom de José Américo de Almeida Filho, un exjugador i president del Botafogo.
L'estadi va ser inaugurat el 9 de març de 1975 amb un partit entre el Botafogo de Rio de Janeiro i el Botafogo de João Pessoa amb triomf del primer per 2-0.